# IC 776

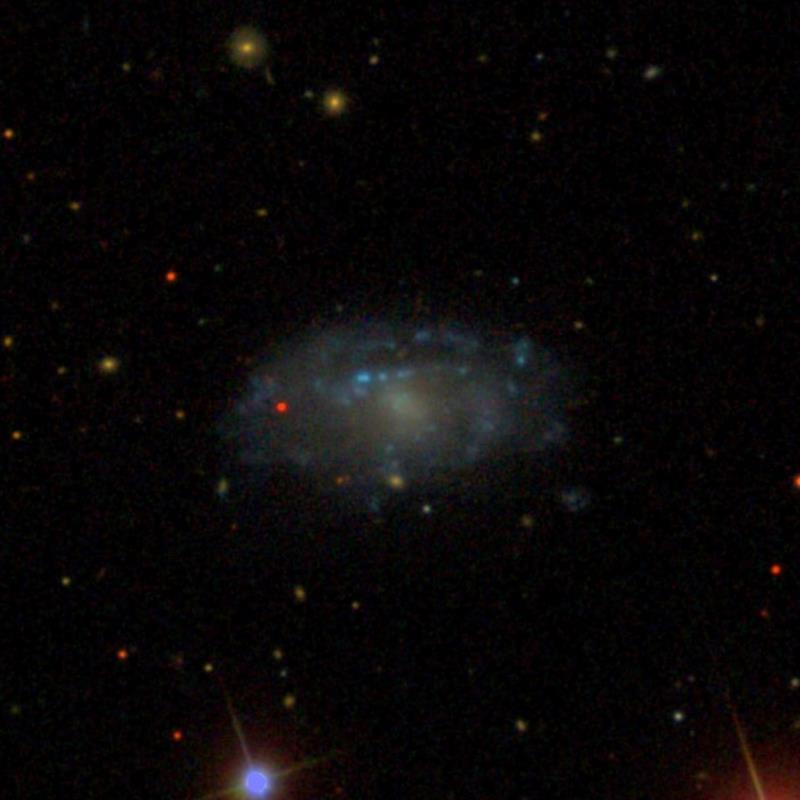
IC 776

IC 776 — галактика типу SBd у сузір'ї Діва.
Цей об'єкт міститься в оригінальній редакції індексного каталогу.